# سيمون هيرش
سيمون هيرش (بالألمانية: Simon Hirsch)‏ (3 أبريل 1992 في ألمانيا - ) هو لاعب كرة طائرة ألمانيا في مركز ضارب خارجي ‏. لعب مع Generali Unterhaching ‏.

## وصلات خارجية
- سيمون هيرش على موقع الاتحاد الأوروبي (الإنجليزية)
- سيمون هيرش على موقع دوري الدرجة الأولى الإيطالي للكرة الطائرة - رجال (الإيطالية)